# بتتو
بتتو (به ژاپنی: 別当 Bettō)، اصطلاحی است که در اصل به رئیس مؤسسه ای اشاره می‌کند که به‌طور موقت به عنوان رئیس مؤسسه دیگری خدمت می‌کند، اما به معنای رئیس تمام وقت مؤسسه ای نیز می‌باشد. برای مثال، سامورایی دوره کاماکورا وادا یوشیموری، اولین بتّو سامورایی-دوکورو شوگون‌سالاری کاماکورا بود.